# NGC 6537
NGC 6537 (другие обозначения — PK 10+0.1, ESO 590-PN1) — планетарная туманность в созвездии Стрелец.
Этот объект входит в число перечисленных в оригинальной редакции «Нового общего каталога».